# پرده گوش
پرده گوش یا پرده صُماخ بین گوش میانی و گوش بیرونی است و آنها را از هم جدا می‌کند. پشت پرده گوش استخوان چکشی از استخوانچه‌های گوش میانی قرار دارد.
هنگامی که امواج صوتی وارد گوش می‌شوند و به پرده گوش می‌رسند آن را به لرزش درمی‌آورند. ارتعاشات صوتی سپس وارد سه استخوانچه گوش میانی می‌شوند و به این طریق از گوش میانی عبور می‌کنند و وارد گوش داخلی می‌شوند.
در انسان، پرده گوش کمی مخروطی شکل است و مساحت آن در حدود ۸۵ میلی‌مترمربع است.
پرده گوش از دو بخش تشکیل شده است. (بخش نرم‌پرد) (بخش سفت‌پرده) یا پارس تنسا که بخش سفت پرده از فیبرهای کلاژن شعاعی و دایره‌ای تشکیل شده است. این فیبرها با لایه‌های بافت همبند به هم متصل شده و از خارج با یک لایه روپوستی از بافت پوششی صدفی که در امتداد پوست مجرای گوش خارجی قرار دارد پوشانیده شده‌اند. سطح داخلی پرده گوش را نیز لایه‌ای مخاطی از سلول‌های صدفی مژک‌دار پوشانیده است. وضعیت پرده گوش عامل مهمی در تغییر شدت یا غربال‌گری طیف محرک صوتی محسوب می‌شود و بنابراین اطمینان از سلامت آن حائز اهمیت است.

## بررسی بالینی
برای معاینه پرده صُماخ در مطب از گوش‌بین یا اُتوسکوپ استفاده می‌شود. آسیب به پرده و پارگی آن مثلاً به دلیل تروما یا عفونت گوش میانی خصوصاً اگر دو طرفه باشد می‌تواند موجب کم‌شنوایی شود. سلامت پرده در شنوایی‌سنجی نیز قابل بررسی است.

## نگارخانه

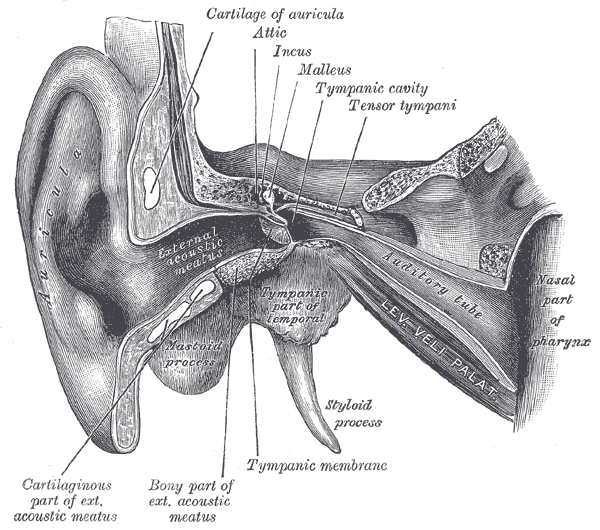
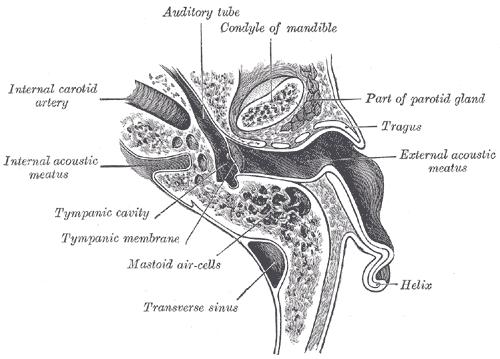
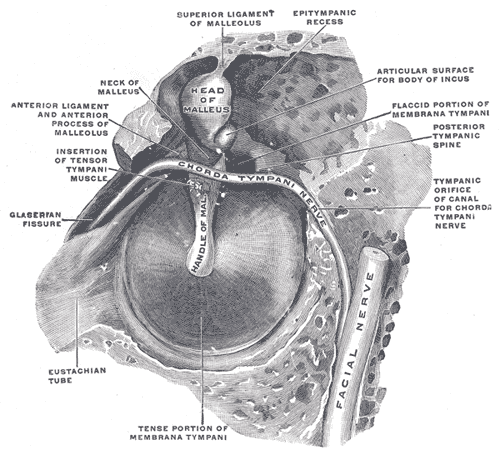
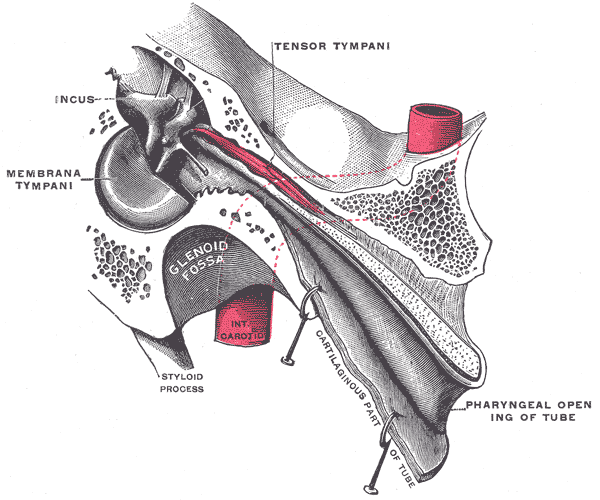
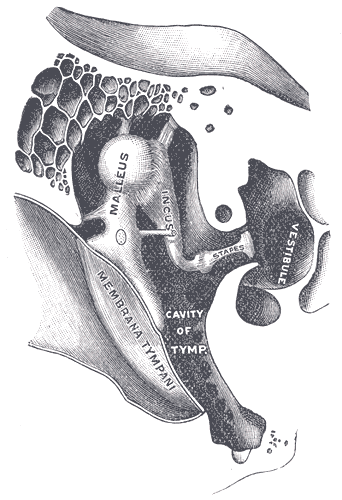
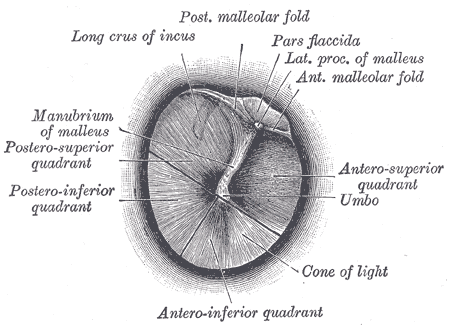